# Такахаси, Дайсукэ
Да́йсукэ Такаха́си (яп. 髙橋 大輔 Такахаси Дайсукэ, родился 16 марта 1986 года в городе Курасики, префектура Окаяма) — японский фигурист-одиночник (до сезона 2019/2020) и танцор на льду (с сезона 2020/2021). Бронзовый призёр Олимпийских игр (2010), чемпион мира (2010) и серебряный призёр чемпионатов мира (2007, 2012), двукратный чемпион четырёх континентов (2008, 2011), победитель финала Гран-при (2012), чемпион мира среди юниоров (2002), победитель зимней Универсиады (2005, 2007), а также пятикратный чемпион Японии (2006—2008, 2010, 2012) как одиночник, двукратный серебряный призёр в танцах на льду (2021, 2022), чемпион Японии в танцах на льду (2023). Серебряный призёр чемпионата четырёх континентов в танцах на льду (2022).
Дайсукэ родился в Курасики и, будучи единственным ребёнком в семье, занимавшимся спортом, долгое время шёл к успехам в фигурном катании. Он проходил обучение в университете в Осаке (с 2004 года), а также изучал английский язык на Лонг-Айленде (с 2015). Такахаси хотел стать архитектором, но слабое знание точных наук не позволило ему осуществить эту мечту. Вне соревнований японец также работал репортёром и комментатором на канале Fuji и принимал участие в различных шоу, в частности, одно из них совмещало фигурное катание с традиционным японским театром кабуки.
Такахаси представлял Японию на трёх зимних Олимпийских играх: в 2006, 2010 и 2014 годах. Его бронзовая медаль на Олимпиаде-2010 стала первой для Японии в мужском одиночном катании. Также Дайсукэ является первым японцем, завоевавшим титул чемпиона мира и победившим в финале Гран-при. Помимо того, Такахаси является двукратным чемпионом четырёх континентов, а также был обладателем мировых рекордов в короткой (94,00 балла), произвольной (175,84) программах и по сумме (264,41). 
В октябре 2014 года объявил о завершении карьеры, однако в 2018 году принял решение вернуться к соревнованиям, завоевав серебряную медаль на чемпионате Японии 2018 года. 
После чемпионата Японии 2019 года, в 33 года, перешёл в танцы на льду, встав в пару с Каной Мурамото. В течение соревновательной карьеры в паре с Каной Мурамото Такахаси стал чемпионом Японии (став, таким образом, первым чемпионом Японии в двух разных видах); а также завоевал серебряную медаль чемпионата четырех сезонов, став первым фигуристом, поднявшимся на пьедестал континентального первенства в двух разных видах,
и продолжал соревновательную карьеру вплоть до конца сезона 2022-2023.
1 мая 2023 года Мурамото и Такахаси объявили о завершении соревновательной карьеры. В этом сезоне Такахаси исполнилось 37 лет, таким образом он вошел в историю как один из самых «долгоиграющих» фигуристов за всю историю этого вида спорта — Такахаси принимал участие в соревнованиях в течение восемнадцати сезонов (1999-2023; пропустил сезоны 2008-2009 и 2014-2018): четырнадцать сезонов в качестве одиночника и четыре — в танцевальной паре.
Дайсукэ Такахаси известен артистичным исполнением программ, насыщенных огромной энергетикой, в частности, дорожек шагов. По мнению экспертов по фигурному катанию, Дайсукэ за свою карьеру стал «лицом японского фигурного катания», подходя к соревнованиям и тренировкам с особой мотивацией. Помимо артистичного стиля катания, Такахаси в программах всегда выделялся исполнением сложных элементов, даже после тяжёлых травм. Так, в 2010 году японец пытался исполнить четверной флип — один из сложнейших элементов фигурного катания. Также он регулярно заявлял в своих программах четверные тулупы. Освоить сложные элементы японцу помогла Утако Нагамицу — тренер Дайсукэ Такахаси на протяжении большей части его карьеры. Фигурист также работал над постановкой своих программ и улучшением техники катания с тренером Николаем Морозовым, хореографами Кэндзи Миямото и Лори Никол, а также известными фигуристами Стефаном Ламбьелем, Такэси Хондой и Оливье Шонфельдером. В течение танцевальной карьеры работал под руководством Марины Зуевой.

## Карьера

### Ранние годы

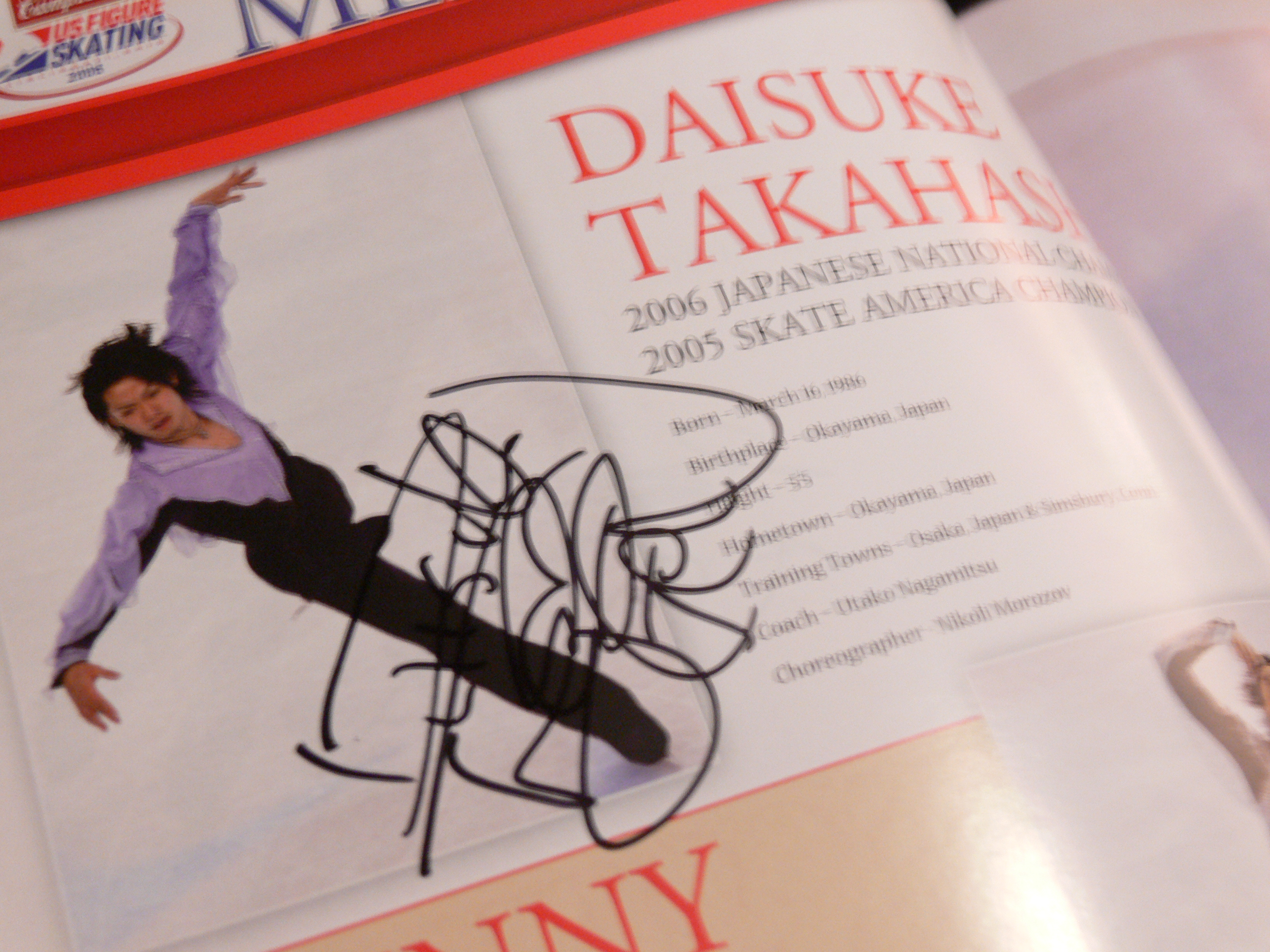
Автограф фигуриста в журнале

Дайсукэ Такахаси родился 16 марта 1986 года в городе Курасики. У него есть трое старших братьев, но ни один из них не занимается спортом. Дайсукэ с детства отличался трудолюбием, что помогало достигать поставленные цели. По информации японских СМИ, в то время, когда отец Дайсукэ искал работу на строительных площадках вдали от дома, мать Такахаси была вынуждена устроиться на вторую работу, а именно в компанию по производству готовых завтраков.
Такахаси начал кататься на коньках с 1994 года, ему тогда было восемь лет. Рядом с его домом построили каток, и Дайсукэ с матерью пошёл посмотреть на хоккеистов и фигуристов. Мать хотела записать его в хоккейную секцию, но Дайсукэ больше понравилось фигурное катание, и он выбрал его. До первых спортивных достижений костюмы для Дайсукэ шила его мать, а у самого японца была одна-единственная пара коньков.
Первым успехом для Дайсукэ стала бронзовая медаль на чемпионате Японии среди юниоров в 2000 году. За этим последовала победа на чемпионате мира среди юниоров в 2002 году, участие в котором стало для Дайсукэ первым и последним в турнире такого уровня. Он является первым японским мужчиной-одиночником, победившим в данном соревновании. В том же году он стал пятым на взрослом чемпионате Японии.
При переходе на взрослый уровень у японского фигуриста возникли трудности. В сезоне 2002/2003 Такахаси не сумел завоевать призовых мест на соревнованиях, в то же время впервые приняв участие на турнире серии Гран-при. На этапе в Гельзенкирхене, который проходил с 8 по 10 ноября, Такахаси занял последнее, одиннадцатое место. В декабре Дайсукэ стал четвёртым на национальном чемпионате. По сумме мест у него было равенство с Кэнсукэ Наканивой, но так как последний занял более высокое место в произвольной программе, именно он получил бронзовую медаль. Тем не менее Дайсукэ Такахаси попал в сборную для участия на чемпионате четырёх континентов, где занял тринадцатое место.
В сезоне 2003/2004 Такахаси участвовал в двух этапах Гран-при, заняв седьмое место в Канаде и пятое во Франции. На этих турнирах впервые была использована новая судейская система, которая стала применяться в фигурном катании после скандала в 2002 году. В конце 2003 года Дайсукэ удалось завоевать первую медаль на взрослом уровне: он стал бронзовым призёром чемпионата Японии. Это позволило Дайсукэ представлять свою страну на чемпионате четырёх континентов 2004 года, где он занял шестое место. Он также вошёл в состав сборной для участия на чемпионате мира в Дюссельдорфе. Такахаси стал лучшим японским фигуристом на этом турнире, заняв одиннадцатое место, тогда как чемпион Японии Ямато Тамура занял лишь 22-е место. В этом же году Такахаси был вынужден переехать в Осаку, чтобы проходить обучение в университете. При этом его университет построил каток для тренировок, где тренировался как он сам, так и другие элитные фигуристы.
Дайсукэ отмечал, что в то время хотел бы стать архитектором, но из-за слабого знания механики и математики отказался от этого.

### Сезон 2004/2005
Предолимпийский сезон оказался для Такахаси очень нестабильным. Он стал лишь одиннадцатым на этапе Гран-при во Франции, хотя занимал после короткой программы третье место, но в произвольной программе упал целых четыре раза, не выполнил ни одного каскада, два прыжка получились лишь одинарными, а три — двойными. В итоге фигурист за произвольную программу получил всего на 7 баллов больше, чем за короткую, опустившись на последнее место. На чемпионате Японии Дайсукэ также постигла неудача — он остался без медали, став лишь шестым. В начале января Такахаси участвовал в зимней Универсиаде в Инсбруке, выиграв золотую медаль. При этом на данном турнире всё ещё применялась шестибалльная система судейства.
Несмотря на неудачу на чемпионате Японии, именно Такахаси вошёл в состав сборной на главные старты 2005 года, и уже через месяц на чемпионате четырёх континентов Дайсукэ завоевал свою первую международную медаль на чемпионатах под эгидой ИСУ — бронзу. При этом в короткой программе им был чисто исполнен каскад из четверного и тройного тулупов, и, несмотря на погрешности на акселе и лутце, японец стал третьим с результатом 68,46 балла. При исполнении произвольной программы Дайсукэ упал с четверного тулупа и выполнил лишь один каскад из трёх возможных, но занял второе место в сегменте, а по сумме стал третьим, уступив американцу Эвану Лайсачеку всего 4,10 балла.
Тем не менее на чемпионате мира в Москве фигуриста вновь постигла неудача — занимая после короткой программы седьмое место, исполнив при этом каскад из четверного и тройного тулупов, он вновь сорвал произвольную программу, упав три раза. За прокат Такахаси получил 108,04 балла и опустился на 15-е место. Перед началом чемпионата мира первым номером японской сборной был Такэси Хонда, однако он получил травму на тренировке и был госпитализирован прямо из дворца спорта «Лужники», где проходил турнир. Так как предолимпийский чемпионат мира является квалификационным на Олимпиаду, то шестнадцатое место Такахаси оставило Страну восходящего солнца с единственной квотой на турнир одиночников в Турине.

### Сезон 2005/2006: Олимпиада в Турине
В сезоне 2005/2006 первыми соревнованиями для Такахаси стали этапы Гран-при в США и Японии, где он сумел оба раза выиграть медали — золотую и бронзовую, соответственно. При этом на американском этапе японец стал единственным, кто набрал в сумме больше двухсот баллов, а занимавший второе место Эван Лайсачек проиграл ему почти 25 баллов. На японском этапе Такахаси вновь встретился с Лайсачеком, который в этот раз оказался выше Дайсукэ, однако оба они проиграли другому японцу — Нобунари Оде. Таким образом, Такахаси впервые в карьере получил право участвовать в финале Гран-при. В Токио Такахаси занял третье место, уступив только швейцарцу Стефану Ламбьелю и канадцу Джеффри Баттлу.
В декабре 2005 года состоялся чемпионат Японии, и основным конкурентом Такахаси был Нобунари Ода. Оба японца очень хорошо показали себя в серии Гран-при. В короткой программе Такахаси набрал 74,52 балла, исполнив в программе лишь одинарный аксель. Произвольную программу он выиграл с результатом 148,60 балла и стал чемпионом Японии, таким образом получив право выступать на Олимпиаде в Турине.
Короткая программа на Олимпийских играх состоялась 14 февраля 2006 года, и Дайсукэ Такахаси по результатам жеребьёвки достался первый стартовый номер. За короткую программу Такахаси получил 73,77 балла и занял пятое место. По результатам очередной жеребьёвки Такахаси достался заключительный стартовый номер. Он серьёзно ошибся при исполнении двух элементов, а также не получил баллов за лутц. Такахаси занял лишь девятое место в произвольной программе с результатом 130,19 балла и опустился на итоговое восьмое место.

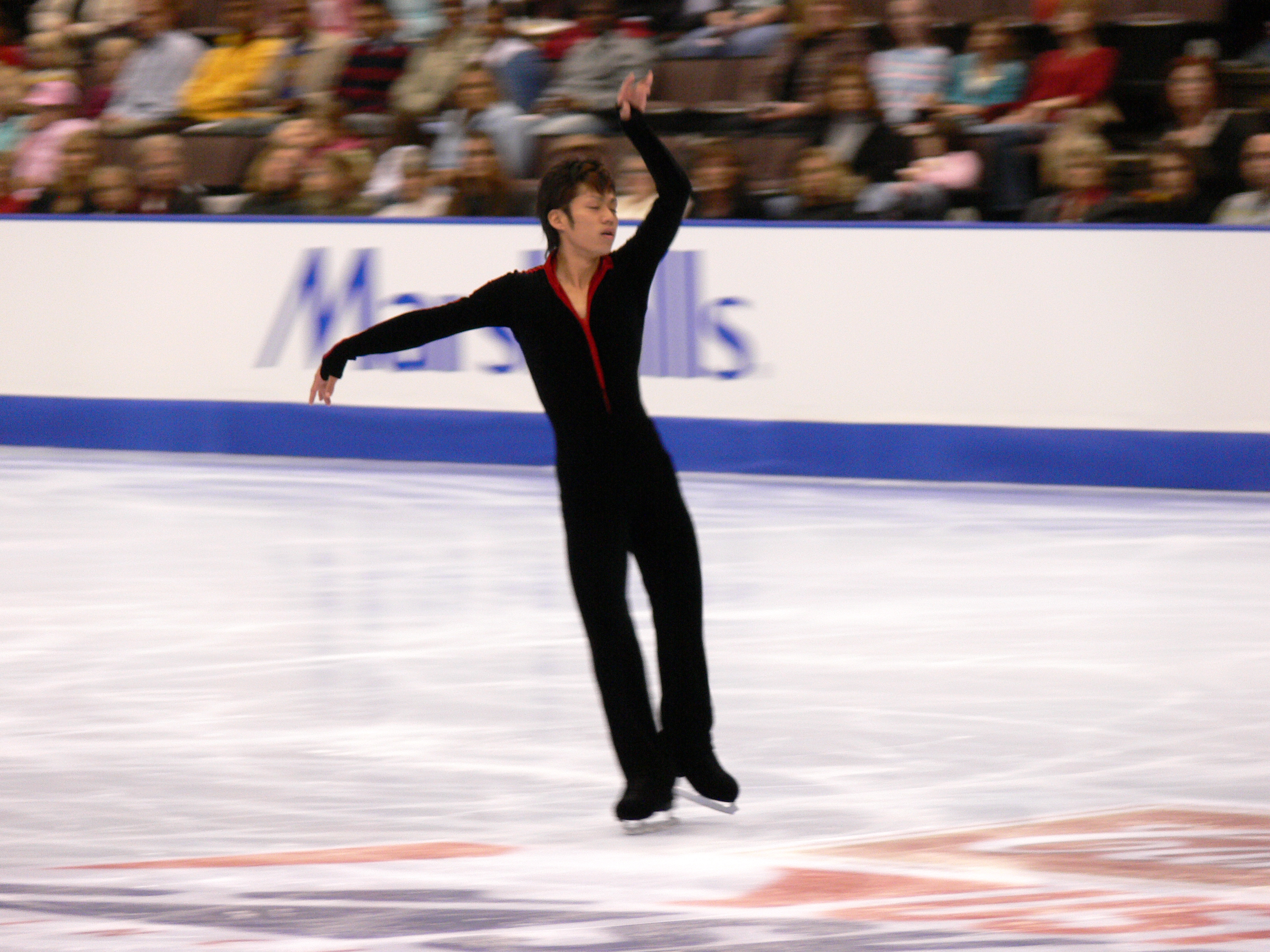
Такахаси на турнире в США (2006)

### Сезон 2006/2007

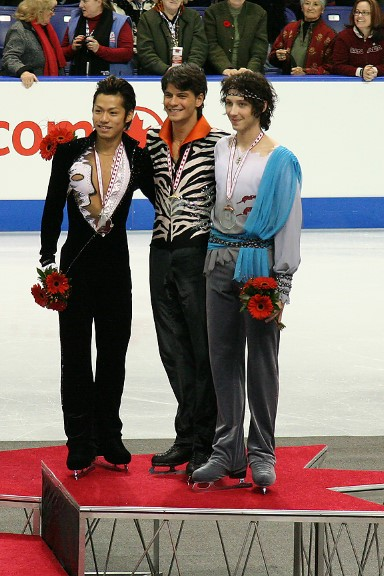
Пьедестал на этапе Гран-при в Канаде (слева направо): Дайсукэ Такахаси, Стефан Ламбьель, Джонни Вейр (2006)

В сезоне 2006/2007 Такахаси принял участие в двух этапах Гран-при. Первым для японца стал канадский этап, где он завоевал серебро. При этом Такахаси лидировал после короткой программы, но в итоге уступил чуть больше одного балла занимавшему лишь седьмое место швейцарцу Стефану Ламбьелю. На домашнем этапе, который проходил в Нагано, Дайсукэ боролся за первое место со своими соотечественниками Нобунари Одой и Такахико Кодзукой, в упорной борьбе завоевав золотую медаль с итоговым результатом 247,93 балла. Благодаря этому успеху Такахаси вышел в финал Гран-При, который проходил в Санкт-Петербурге. После короткой программы Такахаси занимал второе место, а один из его конкурентов, американец Джонни Вейр, снялся из-за травмы. До этого отказался от участия соотечественник Вейра Эван Лайсачек (также из-за травмы, на этот раз полученной утром на тренировке), и в итоге соперниками Такахаси стали всего трое фигуристов: французы Бриан Жубер и Албан Преобер, а также японец Нобунари Ода. Такахаси в произвольной программе уступил три балла Оде, хотя исполнял в своей программе четверной тулуп, в отличие от своего партнёра по сборной. Тем не менее запаса после короткой программы ему хватило, чтобы не упустить серебро.
После окончания серии Гран-при Такахаси выиграл второй раз подряд чемпионат Японии и завоевал право на участие в чемпионате мира. При этом в произвольной программе Дайсукэ набрал 170,53 балла, исполнив два тройных акселя, один из которых был в каскаде, а также четверной тулуп. Такахаси также отправился на зимнюю Универсиаду в Турине, которую выиграл. Вместе с ним в Италии выступал и один из главных конкурентов — Нобунари Ода, однако Такахаси выиграл как короткую, так и произвольную программы.
Следующим турниром для Такахаси стал чемпионат мира 2007 года, который проходил в Токио. В короткой программе Дайсукэ стал третьим с результатом 74,51 балла, а произвольную выиграл, исполнив два тройных акселя, четверной тулуп и три каскада. В сумме японец уступил менее трёх баллов французу Бриану Жуберу, который впервые стал чемпионом мира.

### Сезон 2007/2008

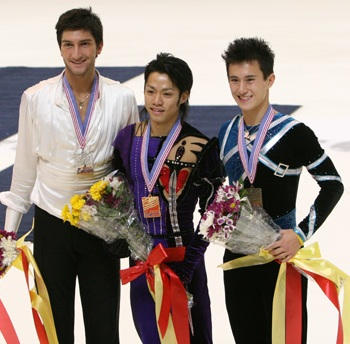
Медалисты этапа Гран-при в США (слева направо): Эван Лайсачек, Дайсукэ Такахаси и Патрик Чан (2007)

Сезон 2007/2008 для Дайсукэ Такахаси начался с побед на этапах Гран-при: в США он обыграл американца Эвана Лайсачека, а также молодого канадца Патрика Чана. В Японии, несмотря на высокую сумму баллов, с которой Такахаси одержал победу (234,22 балла), золотая медаль не оказалась лёгкой «добычей»: фигурист в короткой программе уступил чеху Томашу Вернеру и лишь по результатам произвольной программы стал победителем. Вновь Дайсукэ получил возможность участвовать в финале Гран-при и завоевал там серебро. При этом японец лидировал после короткой программы, но в произвольной, выступая последним, не сумел удержать преимущество и уступил Стефану Ламбьелю 0,16 балла.

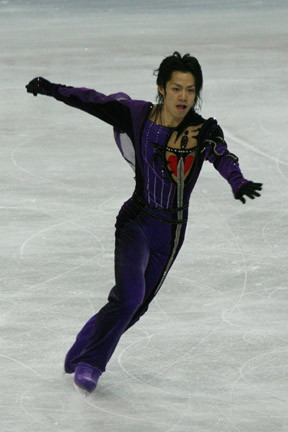
Дайсукэ Такахаси на чемпионате мира (2008)

Несколько недель спустя Дайсукэ в третий раз выиграл национальный чемпионат, что позволило ему принять участие в чемпионате четырёх континентов в Кояне и чемпионате мира в Гётеборге. Такахаси выиграл чемпионат Японии с огромным преимуществом, опередив на 35 баллов ближайшего преследователя Кодзуку.
На чемпионате четырёх континентов 2008 года Дайсукэ Такахаси не оставил ни единого шанса своим соперникам, обойдя более чем на 30 баллов Джеффри Баттла из Канады. Он установил мировые рекорды в произвольной программе (175,84) и по общей сумме (264,41), побив достижения Евгения Плющенко, которых тот достиг двумя годами ранее на Олимпиаде в Турине. При этом в произвольном прокате японца были чисто исполнены два четверных тулупа и два тройных акселя. В итоге Такахаси получил высочайшую оценку за технику — 93,98 балла. Однако, став главным фаворитом чемпионата мира 2008 года, он не смог даже завоевать медали на последнем старте в сезоне: в короткой программе ошибся на тройном акселе, заняв третье место с небольшим отставанием от лидера Джеффри Баттла (чуть более одного балла), а в произвольной допустил ошибки, в частности падение, и занял лишь шестое место в сегменте с результатом 139,71 балла.

### Сезоны 2008/2009 и 2009/2010
Несколько лет Дайсукэ разделял свою жизнь между Нью-Джерси (США), где он работал с тренером Николаем Морозовым, и Осакой (Япония), где работал с Утако Нагамицу и учился в Университете Кансай. В мае 2008 года Такахаси заявил, что его пути с Николаем Морозовым расходятся, так как последний взялся тренировать прямого конкурента Дайсукэ — Нобунари Оду. Позже появились комментарии Морозова, в которых тот утверждал, что не мог продолжать работать с Такахаси из-за конфликтов с агентом спортсмена. Однако в дальнейшем выяснилось, что настоящей причиной были финансовые разногласия. В начале сезона 2008/2009 японец травмировал колено, неудачно исполнив прыжок на тренировке, в результате чего не принял участие на китайском этапе Гран-при. Позже, после обследования, стало ясно, что спортсмену предстоят операции на колене, и он вынужден будет пропустить весь сезон.

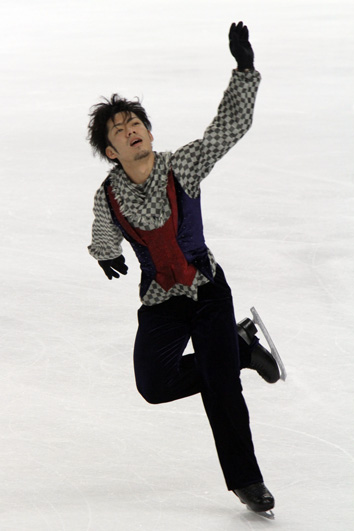
Чемпионат мира в Турине (2010)

Вернуться к тренировкам фигурист смог только в олимпийском сезоне. Такахаси выступил на турнирах Skate Canada International и NHK Trophy, заняв там второе и четвёртое места соответственно. Это позволило ему принять участие в финале Гран-при, который проходил в Токио с 3 по 6 декабря. Такахаси лидировал после короткой программы, набрав лучшие для себя баллы (89,95), но в произвольной занял лишь пятое место, в общем зачёте став также пятым. После очередной победы на национальном чемпионате фигурист получил право представлять свою страну на зимних Олимпийских играх 2010 года, проходивших в Ванкувере. В короткой программе он занял третье место, уступив лишь 0,05 балла Эвану Лайсачеку и 0,6 балла Евгению Плющенко. При этом Лайсачек и Такахаси не исполняли четверной прыжок. Медали на Олимпиаде были разыграны 18 февраля, когда состоялись соревнования в произвольной программе. Такахаси выступал под музыку из кинофильма «Дорога», однако уже первый элемент у фигуриста не получился: Такахаси упал с недокрученного четверного тулупа и, помимо того, ошибся при выполнении каскадов и лутца. Такахаси получил за технику лишь 73,48 балла, хотя по оценке за компоненты он был лучшим в произвольной программе, но с результатом 156,98 балла стал пятым и третьим по сумме с результатом 247,23 балла. Завоёванная бронзовая медаль стала первой в мужском одиночном катании Японии на Олимпиадах.
В том же году Такахаси первым среди азиатских спортсменов-одиночников стал чемпионом мира по фигурному катанию. В произвольной программе он исполнил четверной флип, но прыжок был выполнен с недокрутом и приземлением на две ноги. Тем не менее планка четверных прыжков поднялась на новый уровень, и фигуристы стали задумываться о том, чтобы включать в свои программы ещё более сложные прыжки, в частности четверной лутц.

### Сезон 2010/2011

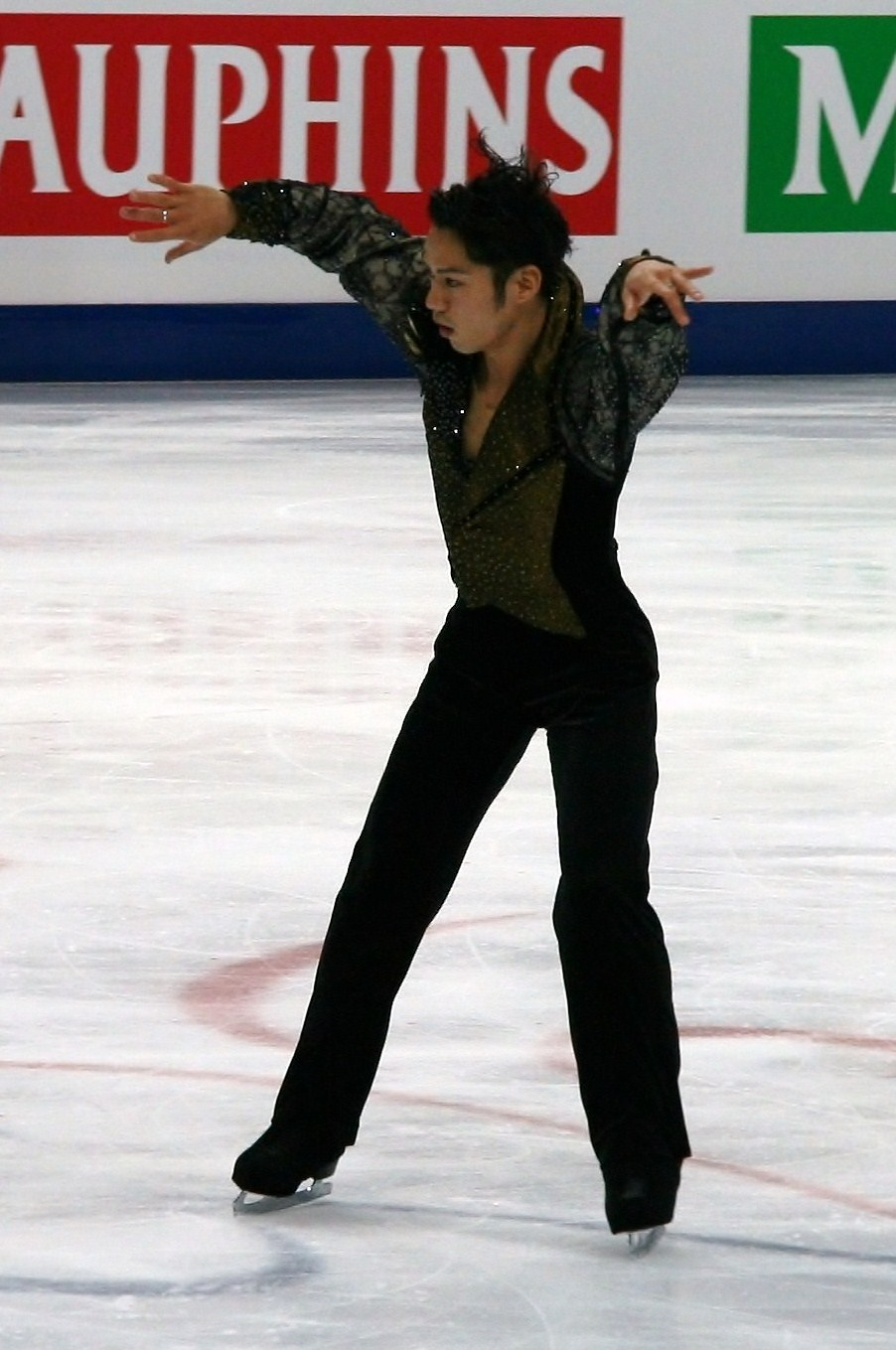
Такахаси на чемпионате мира в Москве (2011)

В сезоне 2010/2011 Такахаси принял участие в серии Гран-при. На турнире в Японии он занял первое место с суммой 234,79 балла, опередив ближайшего соперника Джереми Эбботта на 16,60 балла. Затем он выиграл турнир Skate America, обойдя своего соотечественника Нобунари Оду менее чем на балл. Во время практических занятий в финале Гран-при произошло случайное столкновение с другим японцем Такахико Кодзукой. Такахаси занял только третье место в короткой программе; в произвольной попытался выполнить четверной флип, но приземлился на две ноги и, допустив ещё несколько ошибок в программе, оказался в этом виде лишь на шестом месте, что не позволило ему подняться выше четвёртого в итоге.

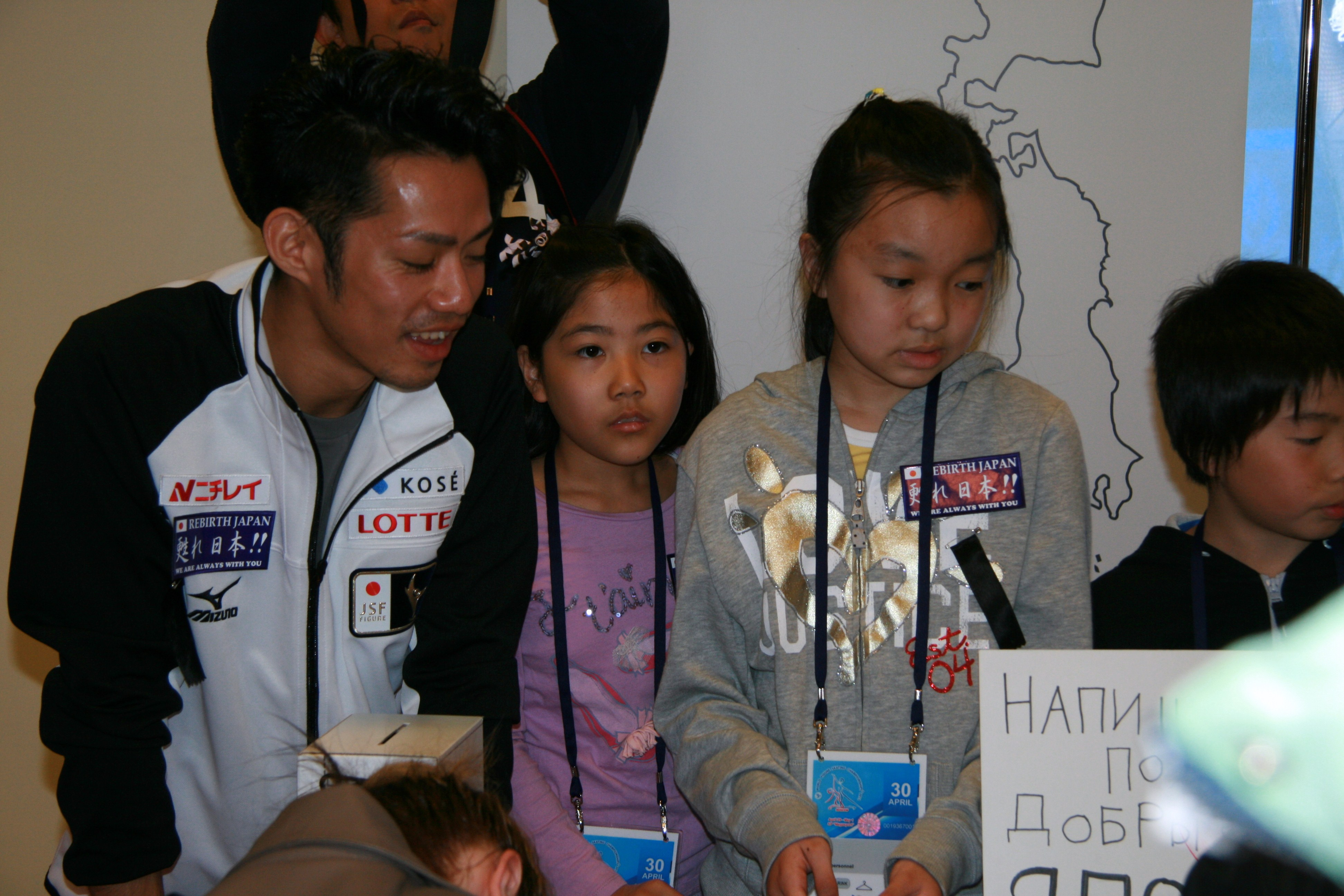
Такахаси принимает участие в акции помощи пострадавшим от землетрясения (Москва, 2011)

Такахаси стал лишь третьим на чемпионате Японии в Нагано. Тем не менее Дайсукэ участвовал на чемпионате четырёх континентов в Тайбэе, который он выиграл, обойдя ближайшего конкурента, соотечественника Юдзуру Ханю, на 15,99 балла. Следующим его соревнованием стал чемпионат мира, который изначально должен был состояться в Токио, но в связи с землетрясением был перенесён в Москву и состоялся в апреле 2011 года. Дайсукэ стал третьим в короткой программе с результатом 80,25, уступая лишь соотечественнику Нобунари Оде и канадцу Патрику Чану, который установил мировой рекорд. В произвольной программе у Такахаси выскочил винт из конька на первом же элементе — четверном тулупе, из-за этого программа была приостановлена. Японская команда смогла устранить аварию в течение допустимого времени, и Дайсукэ возобновил программу, но стал в итоге лишь пятым, уступив победителю более 48 баллов.
19 мая 2011 года Такахаси была сделана операция, чтобы удалить болт из правого колена, установленный во время операции в конце 2008 года.

### Сезон 2011/2012
В августе 2011 года японец работал со специалистами в танцах на льду Мюриель Буше-Зазуи, Роменом Хагенауэром и Оливье Шонфельдером во французском городе Лионе ради оттачивания навыков владения коньком. Соревновательный сезон для японского фигуриста начался в Канаде на этапе Гран-при. Среди соперников были чемпион мира 2011 года канадец Патрик Чан и испанец Хавьер Фернандес, которым в итоге Дайсукэ уступил, хотя и обыгрывал канадского фигуриста после короткой программы. Тем не менее с суммой 237,87 балла и преимуществом чуть менее, чем в 20 баллов, над Адамом Риппоном Такахаси выиграл бронзовую медаль. На домашнем этапе в Саппоро Такахаси победил с огромным преимуществом в 24,73 балла над соотечественником Такахико Кодзукой, хотя при попытке исполнения четверного флипа в произвольной программе упал с недокрученного элемента. Дайсукэ отметил, что, несмотря на уверенную победу, такой прокат не позволит ему выиграть финал Гран-при, но остался доволен тем, что смог исполнить четверной флип во время разминки. Именно на этом турнире впервые на международном уровне был исполнен другой сложнейший четверной прыжок — лутц, который покорился в короткой программе американцу Брэндону Мрозу, но в итоге он уступил почти 75 баллов Такахаси и занял последнее место.
Такахаси, заняв третье и первое места на этапах Гран-при, получил право участвовать в финале, который проходил в декабре в канадском Квебеке. Основными соперниками японца были те же фигуристы, которым он уступил на канадском этапе, но, помимо них, был также молодой японец Юдзуру Ханю, победивший на московском этапе, чемпион американского этапа чех Михал Бржезина и американец Джереми Эбботт, выигравший в Китае. В короткой программе у Такахаси выступление оказалось неудачным — ему не удалось исполнить каскад, а четверной тулуп оказался недокрученным, в результате чего японец стал лишь пятым с результатом 76,49 балла. Однако на следующий день Дайсукэ удалось исполнить чисто все элементы, кроме четверного тулупа в начале программы, в результате он занял второе место как в произвольной программе (172,63 балла), так и по сумме (249,12).

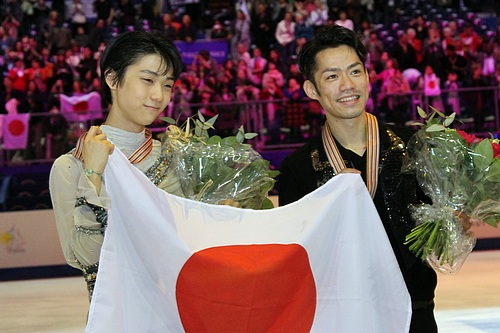
Юдзуру Ханю и Дайсукэ Такахаси на чемпионате мира в Ницце (2012)

В 2012 году на чемпионате мира в Ницце Такахаси занимал третье место после короткой программы, получив от судей 85,72 балла. Произвольную программу он выполнял под композицию «Blues For Klook» Эдди Луиса и исполнил четверной тулуп и другие прыжки на высоком уровне. Судьи оценили прокат на 173,94 балла, хотя ещё больше удалось получить другому японцу — Юдзуру Ханю. Тем не менее результат Ханю оказался выше лишь на 0,05 балла, а так как Такахаси был значительно выше после короткой, то именно он стал серебряным призёром мирового первенства с суммой 259,66 балла.
19 апреля, выступая на командном чемпионате мира в Токио, Дайсукэ Такахаси получил 94,00 балла и побил мировой рекорд в короткой программе, принадлежавший канадцу Патрику Чану, на 0,98 балла. На следующий день японец вновь обыграл Чана, хотя до мирового рекорда, установленного канадцем (187,96 балла), добраться не смог. Тем не менее Такахаси сумел исполнить два тройных акселя и четверной тулуп, получив в оценке за компоненты больше, чем Чан, причём двое судей поставили японцу 10 баллов за красоту исполнения и артистизм (англ. performance), а один — за интерпретацию музыки. Такахаси впервые с 2010 года обыграл Чана и принёс сборной Японии 12 баллов в командный зачёт, что помогло Стране восходящего солнца впервые выиграть командный чемпионат мира.

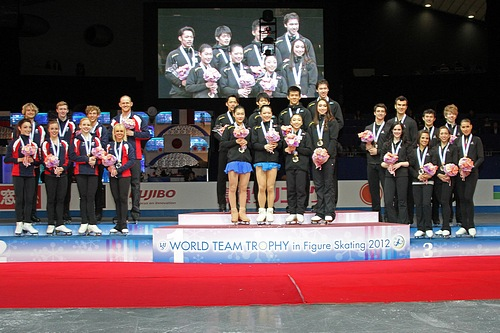
Пьедестал на командном чемпионате мира (2012)

15 июня Такахаси объявил, что намерен продолжить тренировки с Николаем Морозовым, с которым прекратил сотрудничать в 2008 году. Как выяснилось, настоящей причиной для смены тренера тремя годами ранее стали финансовые разногласия.

### Сезон 2012/2013
Такахаси начал сезон с турнира Japan Open в Сайтаме, который он выиграл, исполнив два четверных прыжка в своей новой произвольной программе под музыку Руджеро Леонкавалло из оперы «Паяцы».

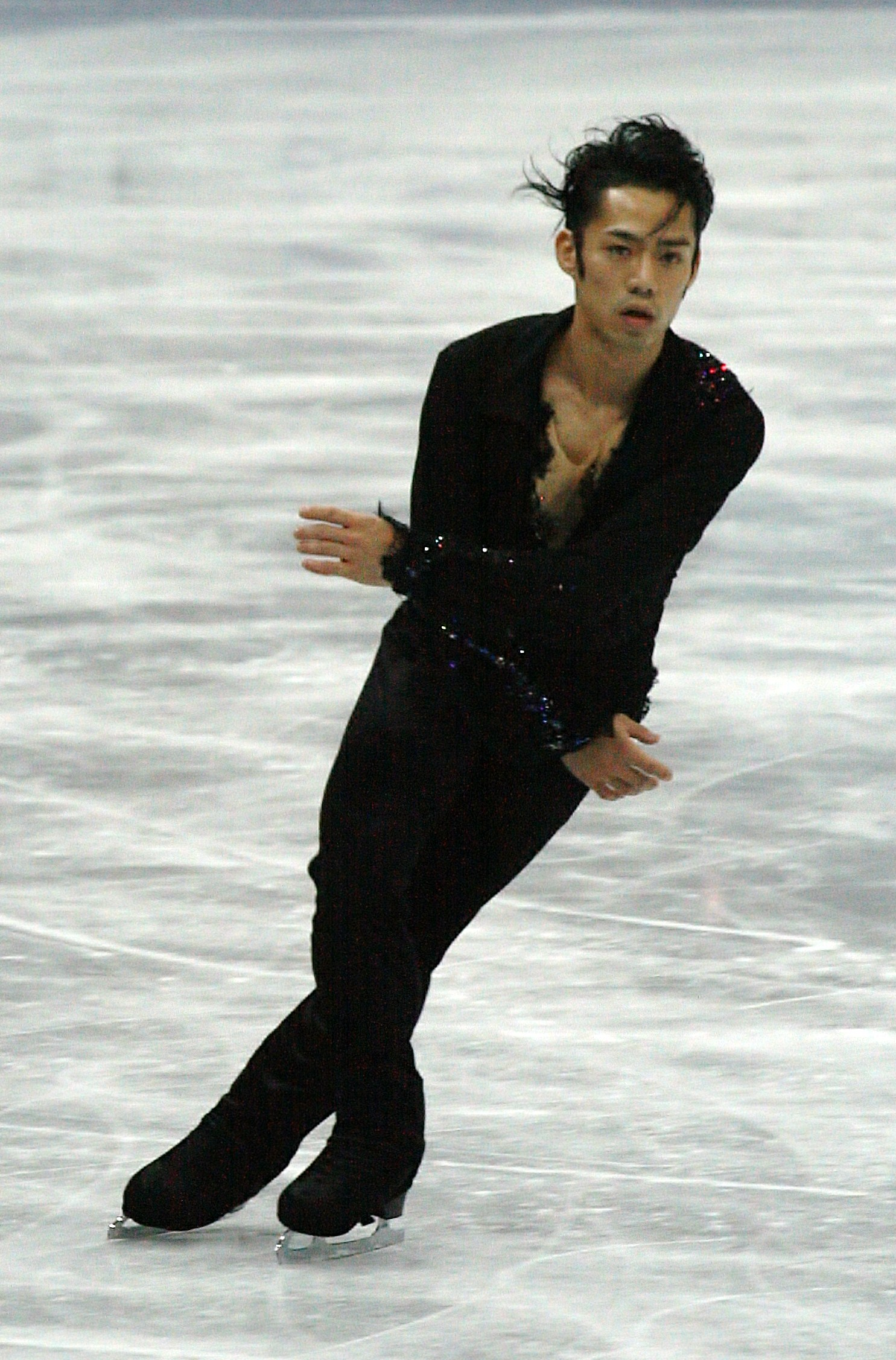
Такахаси исполняет произвольную программу «Паяцы» в финале Гран-при в Сочи (2012)

Перед серией Гран-при сезона 2012/2013 Такахаси сменил коньки, в результате чего не мог тренироваться так, как ему хотелось бы. Тем не менее Дайсукэ занял вторые места на этапах Гран-при в Японии и Китае, при этом оба раза уступив своим соотечественникам: на домашнем этапе Юдзуру Ханю, а в Шанхае — Тацуки Матиде, и завоевал таким образом путёвку в финал, который состоялся в декабре 2012 года в Сочи. В столице грядущей Олимпиады-2014 японец выиграл короткую программу с результатом 92,29 балла, а на следующий день стал третьим в произвольной программе, уступив 0,01 балла соотечественнику Юдзуру Ханю и 1,32 балла испанцу Хавьеру Фернандесу, а в сумме стал победителем финала Гран-при, набрав 269,40 балла. Такахаси стал первым японцем, завоевавшим этот титул.
На чемпионате Японии шесть сильных фигуристов претендовали на три квоты чемпионатов четырёх континентов и мира. Такахаси сумел занять второе место, набрав больше 280 баллов, и уступил лишь Юдзуру Ханю, хотя и обыграл его в произвольной программе. При этом Такахаси выиграл произвольную программу, а за компоненты многие судьи ставили ему 10 баллов, в итоге вторая оценка оказалась очень высокой — 96 баллов. Такахаси, Ханю и Такахито Мура, занявший третье место, получили право участвовать на чемпионатах в 2013 году.
На чемпионате четырёх континентов в Осаке Дайсукэ занимал четвёртое место после короткой программы, но произвольная оказалась исполнена крайне неудачно: фигурист набрал лишь 140 баллов, упав и недокрутив прыжки, и занял итоговое седьмое место. При этом японцы не смогли показать такие же высокие результаты, как на национальном чемпионате в декабре, и золотую медаль этого турнира выиграл канадец Кевин Рейнольдс с итоговой суммой всего в 250 баллов.
После неудачи на турнире в Осаке Такахаси решил сменить свою короткую программу. Имея в запасе всего месяц до мирового первенства, он создал новую постановку под «Лунную сонату» Бетховена. По словам Дайсукэ, ему не удалось добиться оригинального исполнения программы, в частности, у него не получалось исполнять задуманные движения, так как ему было недостаточно практики. Следующим стартом для Такахаси стал чемпионат мира в канадском Лондоне. В короткой программе Дайсукэ вновь не смог избежать ошибок, недокрутив четверной тулуп и второй прыжок в каскаде, а в произвольной снова не смог исполнить второй тройной аксель и недокрутил второй четверной тулуп. В итоге Такахаси занял шестое место, уступив 10 баллов бронзовому призёру испанцу Хавьеру Фернандесу.
Несмотря на неудачные главные старты, Такахаси удалось завершить сезон победой: на командном чемпионате мира он вновь стал первым в личном зачёте, оказавшись сильнее на тот момент уже трёхкратного чемпиона мира Патрика Чана. При этом Чан после короткой программы лидировал, но во втором виде выступил неудачно, в сумме уступив Дайсукэ 9 баллов. Несмотря на победу японца, его сборная не сумела выиграть командное золото: в составе не было фигуристов-парников, но даже без целого вида они сумели завоевать бронзовые медали.

### Сезон 2013/2014

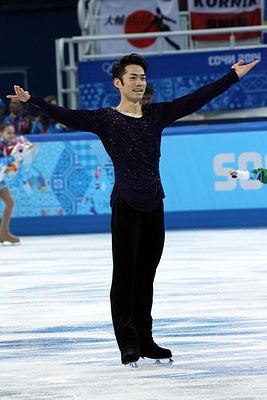
Такахаси на Олимпийских играх в Сочи (2014)

Для Такахаси сезон начался на турнире Japan Open, который состоялся 5 октября 2013 года. На этом соревновании Дайсукэ впервые исполнил свою произвольную программу под музыку группы «Битлз». Однако с двумя падениями и лишь одинарным акселем фигурист набрал всего 149,12 балла и занял четвёртое место. Тем не менее сборная Японии заняла командное первое место на турнире.

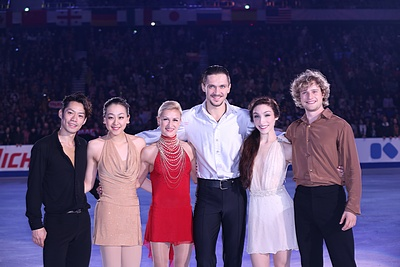
Победители японского этапа Гран-при в Токио (2013)

Дайсукэ продолжил соревнования на этапах Гран-при. В США в короткой программе были допущены ошибки во всех прыжковых элементах: четверной тулуп оказался недокручен, в каскаде вместо тройного тулупа исполнен лишь двойной, а за исполнение с ошибкой тройного акселя судьи сняли балл (GOE). В произвольной программе также не удалось избежать ошибок, и Такахаси стал четвёртым с результатом 159,12 балла. Это не позволило догнать фигуристов, опередивших Такахаси в короткой программе, и в итоге он занял четвёртое место.

Следующим этапом стал домашний NHK Trophy, на котором Дайсукэ получил за исполнение короткой программы высочайшие 95,55 балла. Этот результат стал вторым в истории на тот момент, уступая лишь прокату Патрика Чана на чемпионате мира 2013 года, когда канадец за исполнение программы под музыку Рахманинова получил 98,37 балла. В произвольной программе Такахаси также стал первым, получив 172,76 балла. Заняв, таким образом, первое место на турнире, Такахаси получил право участвовать в финале Гран-при, однако снялся с него из-за травмы ноги.
Дайсукэ Такахаси стал лишь пятым на чемпионате Японии, но получил право участвовать в третьих для себя Олимпийских играх в Сочи. Участвовал он только в личных соревнованиях. 13 февраля он исполнял короткую программу, выполнил чисто все элементы кроме недокрученного на целый оборот четверного тулупа с приземлением на две ноги, заняв четвёртое место с результатом 86,40 балла, а на следующий день — произвольную. Там его постигла та же ошибка на четверном тулупе, и, помимо того, тройной аксель оказался недокручен, а за всю программу в зачёт пошёл лишь один каскад. В сумме Такахаси набрал 250,67 балла и занял шестое место. Хотя японец не сумел завоевать медаль, только он удостоился тёплого приветствия болельщиков, которые бросали на лёд мягкие игрушки. По словам СМИ, из-за неудачных прокатов фигуристов, в том числе и медалистов, а также снятия из-за травмы днём ранее россиянина Евгения Плющенко, зрители в день произвольной программы, который совпал со днём святого Валентина, были молчаливы.
Такахаси принял решение завершить карьеру 14 октября 2014 года.
Я принял решение завершить карьеру и сосредоточиться на стремлении к новым целям.
Оригинальный текст (англ.)I’ve decided to retire from skating and advance toward a new goal.Дайсукэ Такахаси

### Жизнь вне ледового катка после Олимпиады-2014
После окончания карьеры в 2014 году Такахаси переехал на Лонг-Айленд, где жил в спокойной обстановке и изучал английский язык, поступив в местный университет. В 2016 году стал работать на телеканале Fuji в качестве комментатора и репортёра. В 2017 году Такахаси принял участие в шоу, которое совместило традиционный японский театр кабуки и фигурное катание. Помимо Дайсукэ, участие в нём приняли Сидзука Аракава, Акико Судзуки, Нобунари Ода и другие. Шоу было поставлено известным актёром кабуки Сомэгоро Итикавой, ставшим также одним из участников.

### Сезон 2018/2019: возвращение
1 июля 2018 года Дайсукэ Такахаси объявил о возобновлении соревновательной карьеры спустя четыре года после её завершения. Первым турниром японца стали соревнования в Хиого «Japan Kinki Regional», на которых Дайсукэ занял третье место, при этом выиграв короткую программу. Затем на чемпионате Западной Японии, который проходил в Нагое с 1 по 4 ноября, Дайсукэ выиграл короткую программу с результатом 83,56 балла. Он обошёл ближайшего преследователя Кадзуки Томоно на 0,29 балла. В произвольной программе Дайсукэ Такахаси вновь оказался лучшим — с результатом 161,11 балла он обеспечил себе уверенную победу более, чем в 10 баллов, как в произвольной программе, так и в чемпионате.
Эти результаты позволили Такахаси принять участие в чемпионате Японии, который состоялся в декабре 2018 года в Кадоме, префектура Осака. В короткой программе Дайсукэ занял второе место с результатом 88,52, исполнив чисто каскад «тройной флип + тройной тулуп», тройной лутц с шагов и тройной аксель. Тем не менее произвольная программа получилась менее успешной, японец не сумел избежать падений и занял в произвольной программе четвёртое место, однако, благодаря высокому результату в короткой программе, Такахаси стал серебряным призёром чемпионата Японии, обойдя Кэйдзи Танаку на 3 балла. Этот результат мог позволить Дайсукэ выступить на чемпионатах мира и четырёх континентов, но фигурист отказался от путёвки.

### Сезон 2019/2020: завершение карьеры одиночника и переход в танцы на льду
В сентябре 2019 года японская федерация фигурного объявила, что последним соревнованием для Такахаси как одиночника станет чемпионат Японии 2019, а затем, с января 2020 года, фигурист начнёт выступать в танцах на льду в паре с Каной Мурамото под руководством тренера Марины Зуевой.
Перед чемпионатом Японии 2020 года Такахаси рассказал, что был вынужден восстанавливаться после травмы. На тренировке перед национальным чемпионатом ему удалось чисто исполнить четверной тулуп, однако он не планирует его исполнять в соревнованиях. На своём последнем соревновании в качестве фигуриста-одиночника Такахаси занял двенадцатое место с суммой 204,31 балла: в короткой программе Дайсукэ стал 14-м (65,95 балла), недокрутив все прыжковые элементы и получив снижения уровней на вращениях и дорожках, а произвольной программе занял десятое место с результатом 138,36 балла, в ходе проката упав с недокрученного тройного акселя, а также получив «сбавки» за три из шести оставшихся прыжковых элементов.

### Сезон 2020/2021
Такахаси в паре с Мурамото дебютировали на турнире NHK Trophy 2020. Они были вторыми после ритм-танца (под музыку из фильма «Маска») с суммой 64,15, но в итоге, после произвольного танца под музыку из балета «Баядерка», где Дайсукэ упал с твиззлов, набрали в произвольном танце 93,10 балла, сумев таким образом выиграть бронзовую медаль турнира — с общей суммой 157,25 баллов. Следующим их соревнованием стал чемпионат Японии 2020 года, где пара завоевала серебряную медаль с результатом 151,86 балла.

### Сезон 2021/2022
В олимпийском сезоне Дайсукэ Такахаси и Кана Мурамото впервые выступили в США на турнире, приуроченном к Дню труда. Этот турнир не является официальным соревнованием ИСУ. В первый день соревнований Мурамото и Такахаси показали новый ритм-танец под традиционную японскую композицию «Соран Буси» (ソーラン節) и получили за исполнение 84,74 балла. В произвольном танце, который было решено оставить с прошлого сезона, фигуристы получили 129,70 балла.
В ноябре 2021 года Такахаси и Мурамото выступили на домашнем этапе Гран-при, на котором, в отличие от прошлого года, приняли участие спортсмены из других стран. Пара не имела официальных результатов ИСУ к началу турнира, но уже в ритм-танце Такахаси и его партнёрша получили 70,74 балла, что превышает личный рекорд Мисато Комацубары и Тима Колето, первой японской танцевальной пары на тот момент. И в ритм-танце, и в произвольном танце Мурамото и Такахаси опередили своих соотечественников, получив во второй день соревнований 108,76 балла и завершив турнир с суммой 179,50 на шестом месте. На чемпионате Японии 2022 года, в ритм-танце Дайсукэ упал сам и сбил партнёршу на дорожке шагов, в связи с чем им удалось набрать всего лишь 63,25 баллов; произвольный танец пара выиграла с результатом 112,96 баллов, однако общая сумма в 176.31 балл позволила им занять лишь второе место, и, таким образом, паре не удалось попасть в сборную Японии на зимние Олимпийские игры 2002 года в Пекине.
Несмотря на пропуск Олимпийских игр, пара была выбрана для участия на чемпионате четырёх континентов 2022 года. Мурамото и Такахаси завоевали серебряную медаль с общей суммой 181,91, став вторыми и в ритм-танце, и в произвольном танце. Фигуристы улучшили свой личный рекорд. В том же году японская пара приняла участие на первом для себя чемпионате мира, где заняла 16-е место.

### Сезон 2022/2023
В конце декабря 2022 года Мурамото и Такахаси впервые стали чемпионами Японии. На прошедшем в Колорадо-Спрингсе чемпионате четырёх континентов фигуристы не смогли показать лучшее катание: за две программы было допущено три падения, в результате японцы заняли девятое место среди двенадцати пар.
На домашнем чемпионате мира 2023 года Мурамото и Такахаси стали одиннадцатыми в ритм-танце. Во второй день соревнований фигуристы остались на том же 11-м месте, став лучшими среди всех азиатских танцевальных пар. Их результат составил 188,87 балла. После командного чемпионата мира 2023 года, где команда Японии завоевала бронзовую медаль, пара объявила о завершении карьеры.

## Тренеры и хореографы

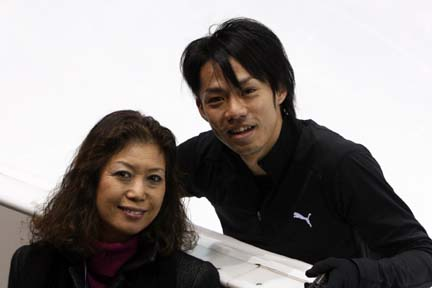
Дайсукэ с тренером Утако Нагамицу (2007)

Такахаси во время обучения во втором классе средней школы начал работать с Утако Нагамицу — бывшей японской фигуристкой, закончившей карьеру в 1972 году. Среди хореографов, ставивших первые программы для Такахаси, были российские специалисты — Татьяна Тарасова и Николай Морозов, который являлся также тренером Такахаси, одновременно с Нагамицу. При этом Такахаси некоторое время даже был вынужден жить у Морозова, но по мере достижения результатов появлялись спонсоры, предлагавшие японцу контракты. Однако японец из-за финансовых разногласий с Николаем Морозовым был вынужден сменить тренера в 2008 году.
К Олимпиаде в Ванкувере фигурист готовился под руководством Утако Нагамицу. Фигурист отмечал, что благодаря её поддержке он сумел преодолеть мучительное восстановление от полученной в 2008 году травмы, хотя и не задумывался о том, чтобы завершить из-за этого карьеру. Также Утако настояла на изменении техники прыжков, в частности изучении четверного, так как считала, что без этого нет смысла тренироваться.
Фигурное катание для меня — всё. Моя жизнь. Моя возможность воплотить мечту о полёте. Сколько себя помню, всегда был на льду, всегда катался, даже во сне. Катание придаёт смысл любому движению, даёт возможность отрешиться от всего земного — прыгнуть и полететь. Одно время мне действительно казалось, что я страшно устал. Был готов всё бросить. Годы борьбы с травмой лишали смысла всё, что я делал. Но мой тренер Утако-сан убедила, что надо просто потерпеть. Что, возможно, мой путь к вершине ещё только начинается.Дайсукэ Такахаси

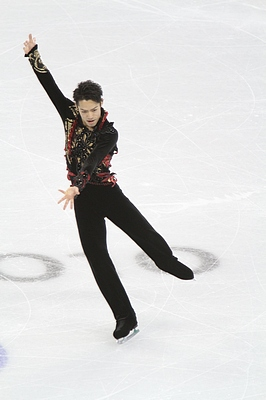
Такахаси исполняет короткую программу под композицию «Eye» Ясухиро Кобаяси на Олимпиаде в Ванкувере (2010)

Хореографами Такахаси впоследствии стали Кэндзи Миямото и Паскуале Камерленго. При сотрудничестве с ними была создана одна из лучших постановок японца — короткая программа под композицию «Eye» Ясухиро Кобаяси. Помимо того, летом 2011 года японец тренировался во Франции в группе танцора Оливье Шонфельдера, чьё катание ему всегда нравилось, а также специалистов в танцах на льду Мюриель Буше-Зазуи и Ромена Хагенауэра. Такахаси отмечал, что работа с этими специалистами позволит ему улучшить владение коньком.
Я впервые приехал в Лион. Я хочу улучшить своё владение коньком не потому, что плох в этом, а из-за того, что считаю Оливье лучшим.
Оригинальный текст (англ.)It was my first visit to Lyon. I wanted to improve my skating technique, not because I was bad in this sector but I think Olivier is the best.Дайсукэ Такахаси
Тем не менее с Миямото и Камерленго японец продолжал работать и дальше, а в 2012 году вернулся к Николаю Морозову и вновь стал работать над постановкой своих программ с ним. Также в тренерском штабе работал бывший японский одиночник Такэси Хонда.
В период, когда Такахаси работал без участия Николая Морозова, он также сотрудничал с Стефаном Ламбьелем и Ше-Линн Бурн, которые помогали ему ставить программы. В частности, произвольную программу сезона 2012/2013 под музыку из оперы «Паяцы», с которой фигурист выиграл финал Гран-при в Сочи, показав один из лучших результатов в карьере, ставила Ше-Линн Бурн. Однако Такахаси планировал вместе с Ламбьелем создать программу «Пер Гюнт», но при объявлении постановок летом 2010 года стало ясно, что от этой идеи было решено отказаться.

### Стиль катания

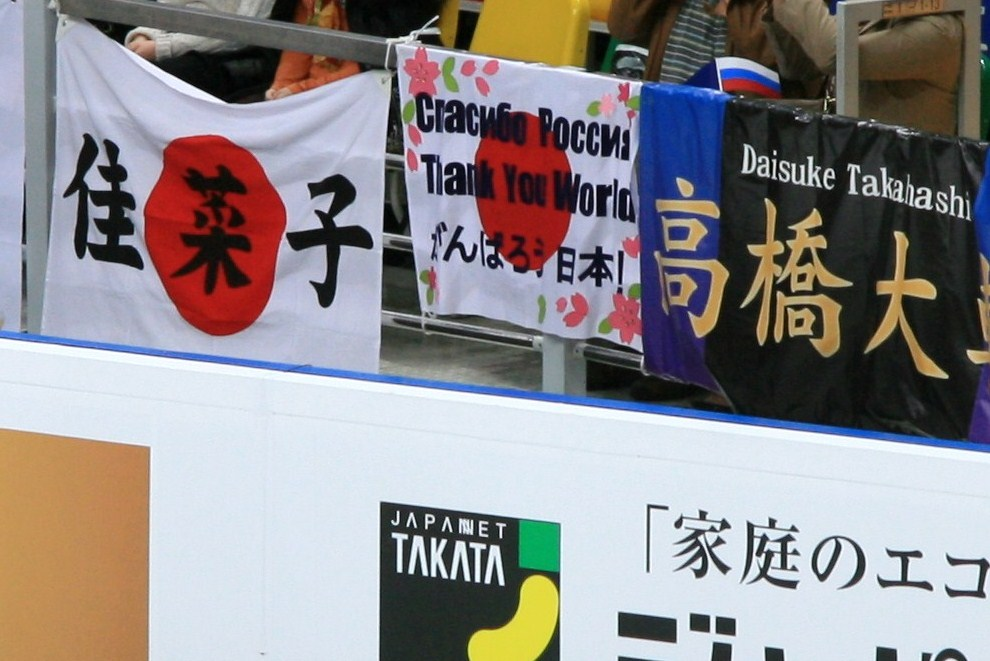
Плакаты японских болельщиков на чемпионате мира в Москве (2011)

Дайсукэ Такахаси известен в мире фигурного катания артистичным исполнением программ и элементов, в частности дорожек шагов, также специалисты отмечают, что от его катания идёт огромная энергетика. После Олимпиады-2010 Такахаси работал над своими программами со Стефаном Ламбьелем, который отмечал, что Дайсукэ очень мотивирован, а фигуристы, которые так же страстно занимаются своим делом, — это редкость в современном фигурном катании. Алексей Мишин называет Такахаси артистом, ставшим лицом японского фигурного катания, отмечая при этом, что большой вклад в развитие его как фигуриста внесли российские специалисты.
До 2008 года Такахаси был очень силён в плане совмещения техники и артистизма, что помогало ему выигрывать медали на соревнованиях. Японец отмечал, что до травмы, из-за которой он был вынужден пропустить сезон 2008/2009, он включал в свои программы даже два четверных прыжка. Тем не менее он всегда пытался исполнить четверной прыжок в произвольной программе в отличие от многих других. Из-за этого после Олимпиады-2010 эксперты и зрители негодовали, что четверные прыжки обесценились, при этом поощряли смелый шаг Такахаси и россиянина Евгения Плющенко включать в свои программы четверные прыжки. Так, бывший канадский фигурист Элвис Стойко сказал, что «судьи убили фигурное катание» в день, когда были разыграны медали в мужском одиночном катании на Олимпиаде, а Такахаси хотя бы за смелость заслуживает бо́льших оценок, чем чемпион Эван Лайсачек, не пытавшийся исполнить ни одного четверного. Однако уже через месяц после окончания Олимпиады в Ванкувере Такахаси на чемпионате мира в Турине исполнил сложнейший прыжковый элемент — четверной флип (он оказался недокручен), после чего фигуристы стали задумываться о включении в свои программы ещё более сложных прыжков, например, четверного лутца.

## Программы
| Сезон     | Короткая программа | Произвольная программа | Показательные |
| --------- | --- | --- | --- |
| 2019/2020 | The Phoenix Fall Out Boy хореограф Sheryl Murakami, Yuko Kai, Миша Ге                                                                                  | Pale Green Ghosts Джон Грант хореограф Бенуа Ришо | |
| 2018/2019 | Саундтрек из к/ф «Под покровом небес» Рюити Сакамото хореограф Дэвид Уилсон                                                                            | Прелюдия до-диез-минор Сергей Рахманинов Pale Green Ghosts Джон Грант хореограф Бенуа Ришо | |
| 2013/2014 | Sonatino for Violin Мамору Самураготи хореограф Кэндзи Миямото                                                                                         | Yesterday & Come Together Джон Леннон и Пол Маккартни (The Beatles) Friends and Lovers Джордж Мартин In My Life & The Long and Winding Road Джон Леннон и Пол Маккартни (The Beatles) хореограф Лори Никол | Primavera Porteña Астор Пьяццолла хореограф Кэндзи Миямото Historia de un Amor Перес Прадо Qué Rico El Mambo Перес Прадо хореограф Ше-Линн Бурн The Crisis (из к/ф «Легенда о пианисте») Эннио Морриконе хореограф Кэндзи Миямото Kissing You Des’ree хореограф Кэндзи Миямото |
| 2012/2013 | Rock’n’Roll Medley (Hard Times) Noble «Thin Man» Watts The Stroll Lawson Haggart Rockin' Band Rudy's Rock Билл Хейли & The Comets хореограф Нанами Абэ | I Pagliacci Руджеро Леонкавалло хореограф Ше-Линн Бурн | Primavera Porteña Астор Пьяцолла хореограф Кэндзи МиямотоSweat Snoop Dogg хореограф Кэндзи Миямото |
| 2011/2012 | «In the Garden of Souls» группа Vas хореограф Дэвид Уилсон                                                                                             | «Blues for Klook» Эдди Луис хореограф Паскуале Камерленго | Саундтрек к фильму «Легенда о пианисте» Эннио Морриконе хореограф Кэндзи Миямото |
| 2010/2011 | Historia de un Amor исполнитель Перес Прадо Que Rico El Mambo Перес Прадо хореограф Ше-Линн Бурн                                                       | Invierno Porteño из Tango Siempre композитор Астор Пьяццолла хореограф Паскуале Камерленго | La Valse d’Amélie (Piano Version) из к/ф «Амели» Ян Тирсен хореограф Стефан Ламбьель |
| 2009/2010 | Eye Коба хореограф Кэндзи Миямото | Саундтрек из к/ф «Дорога» Нино Рота хореограф Паскуале Камерленго | Luv Letter DJ Okawari хореограф Кэндзи Миямото |
| 2008/2009 | Не выступал в этом сезоне | Не выступал в этом сезоне | Не выступал в этом сезоне |
| 2007/2008 | Лебединое озеро хип-хоп-версия Пётр Ильич Чайковский хореограф Николай Морозов                                                                         | Ромео и Джульетта Пётр Ильич Чайковский хореограф Николай Морозов | Bachelorette Бьорк хореограф Кэндзи Миямото |
| 2006/2007 | Концерт для скрипки с оркестром, Op.35 Пётр Ильич Чайковский хореограф Николай Морозов                                                                 | Призрак Оперы Эндрю Ллойд Уэббер хореограф Николай Морозов | El Tango de Roxanne из к/ф «Мулен Руж!» Мариано Морес хореограф Николай Морозов |
| 2005/2006 | El Tango de Roxanne из к/ф «Мулен Руж!» Мариано Морес хореограф Николай Морозов                                                                        | Концерт для фортепиано с оркестром № 2 Сергей Рахманинов хореограф Николай Морозов | Nocturne Secret Garden хореограф Дайсукэ Такахаси |
| 2004/2005 | Nyah из к/ф «Миссия невыполнима 2» Ханс Циммер хореограф Татьяна Тарасова Танец с саблями из балета «Гаянэ» Арам Хачатурян                             | Аранхуэсский концерт Хоакин Родриго | Ноктюрн Secret Garden хореограф Дайсукэ Такахаси |
| 2003/2004 | Nyah из к/ф «Миссия невыполнима 2» Ханс Циммер хореограф Татьяна Тарасова                                                                              | Рапсодия на тему Паганини Вариации сочинений Никколо Паганини Сергей Рахманинов хореограф Татьяна Тарасова                                                                                                 | Desert Rose Стинг хореограф Дайсукэ Такахаси |
| 2002/2003 | Симфония № 4 Филип Гласс | Саундтрек из к/ф «Звёздные войны. Эпизод II: Атака клонов» Джон Уильямс | What a Wonderful World Джоуи Рамон |
| 2001/2002 | Музыка из мюзикла «Вестсайдская история» Леонард Бернстайн                                                                                             | Скрипичный концерт № 1 Макс Брух | Музыка из мюзикла «Вестсайдская история» Леонард Бернстайн |

## Спортивные достижения

### Мужское одиночное катание
| Соревнования                          | 99/00 | 00/01 | 01/02 | 02/03 | 03/04 | 04/05 | 05/06 | 06/07 | 07/08 | 09/10 | 10/11 | 11/12 | 12/13 | 13/14 | 18/19 | 19/20 |
| ------------------------------------- | ----- | ----- | ----- | ----- | ----- | ----- | ----- | ----- | ----- | ----- | ----- | ----- | ----- | ----- | ----- | ----- |
| Олимпийские игры — турнир одиночников |       |       |       |       |       |       | 8     |       |       | 3     |       |       |       | 6     |       |       |
| Чемпионаты мира                       |       |       |       |       | 11    | 15    |       | 2     | 4     | 1     | 5     | 2     | 6     |       |       |       |
| Командный чемпионаты мира             |       |       |       |       |       |       |       |       |       |       |       | 1/1   | 3/1   |       |       |       |
| Чемпионаты четырёх континентов        |       |       |       | 13    | 6     | 3     |       |       | 1     |       | 1     | 2     | 7     |       |       |       |
| Чемпионаты Японии                     |       |       | 5     | 4     | 3     | 6     | 1     | 1     | 1     | 1     | 3     | 1     | 2     | 5     | 2     | 12    |
| Зимние Универсиады                    |       |       |       |       |       | 1     |       | 1     |       |       |       |       |       |       |       |       |
| Финалы Гран-при                       |       |       |       |       |       |       | 3     | 2     | 2     | 5     | 4     | 2     | 1     |       |       |       |
| Этапы Гран-при: Skate Canada          |       |       |       |       | 7     |       |       | 2     |       | 2     |       | 3     |       |       |       |       |
| Этапы Гран-при: NHK Trophy            |       |       |       | 8     |       |       | 3     | 1     | 1     | 4     | 1     | 1     | 2     | 1     |       |       |
| Этапы Гран-при: Skate America         |       |       |       |       |       |       | 1     |       | 1     |       | 1     |       |       | 4     |       |       |
| Этапы Гран-при: Cup of China          |       |       |       |       |       |       |       |       |       |       |       |       | 2     |       |       |       |
| Этапы Гран-при: Trophée de France     |       |       |       |       | 5     | 11    |       |       |       |       |       |       |       |       |       |       |
| Finlandia Trophy                      |       |       |       |       |       |       |       |       |       | 1     |       |       |       |       |       |       |
| Чемпионаты мира среди юниоров         |       |       | 1     |       |       |       |       |       |       |       |       |       |       |       |       |       |
| Чемпионаты Японии среди юниоров       | 3     | 4     |       |       |       |       |       |       |       |       |       |       |       |       |       |       |

### Танцы на льду
| Соревнования                   | 20/21 | 21/22 | 22/23 |
| ------------------------------ | ----- | ----- | ----- |
| Чемпионаты мира                |       | 16    | 11    |
| Командный чемпионаты мира      |       |       | 3     |
| Чемпионаты четырёх континентов |       | 2     | 9     |
| Этапы Гран-при: NHK Trophy     | 3     | 6     | 6     |
| Этапы Гран-при: Skate America  |       |       | 6     |
| Мемориалы Дениса Тена          |       |       | 1     |
| Warsaw Cup                     |       | 2     |       |
| Чемпионаты Японии              | 2     | 2     | 1     |

### Подробные результаты
Малые медали за короткую и произвольную программы вручаются только на чемпионатах под эгидой ИСУ.
| Сезон 2002/2003            | Сезон 2002/2003                    | Сезон 2002/2003 | Сезон 2002/2003 | Сезон 2002/2003 | Сезон 2002/2003         |
| Дата                       | Соревнование                       | КП              | ПП              | Σ               | Источники               |
| -------------------------- | ---------------------------------- | --------------- | --------------- | --------------- | ----------------------- |
| 8—10 ноября 2002           | Bofrost Cup on Ice 2002            | 10              | 11              | 11              | [ 213 ]                 |
| 28 ноября — 1 декабря 2002 | NHK Trophy 2002                    | 10              | 7               | 8               | [ 214 ]                 |
| 19—22 декабря 2002         | Чемпионат Японии 2003              | 2               | 4               | 4               | [ 23 ]                  |
| 2—4 февраля 2003           | Зимние Азиатские игры 2003         | 6               | 6               | 6               | [ 215 ]                 |
| 10-16 февраля 2003         | Чемпионат четырёх континентов 2003 | 10              | 13              | 13              | [ 216 ]                 |
| Сезон 2003/2004            |                                    |                 |                 |                 |                         |
| Дата                       | Соревнование                       | КП              | ПП              | Σ               | Источники               |
| 30 октября — 2 ноября 2003 | Skate Canada International 2003    | 5 61,81         | 7 116,99        | 7 178,80        | [ 217 ]                 |
| 13—16 ноября 2003          | Trophée Lalique 2003               | 2 71,31         | 5 123,31        | 5 194,62        | [ 218 ]                 |
| 25—26 декабря 2003         | Чемпионат Японии 2004              | 4               | 3               | 3               | [ 219 ]                 |
| 19—25 января 2004          | Чемпионат четырёх континентов 2004 | 9               | 4               | 6               | [ 220 ]                 |
| 22—28 марта 2004           | Чемпионат мира 2004                | 11              | 11              | 11              | [ 221 ]                 |
| Сезон 2004/2005            |                                    |                 |                 |                 |                         |
| Дата                       | Соревнование                       | КП              | ПП              | Σ               | Источники               |
| 19—21 ноября 2004          | Trophée Eric Bompard 2004          | 3 64,16         | 11 71,54        | 11 135,70       | [ 222 ] [ 223 ] [ 224 ] |
| 24—26 декабря 2004         | Чемпионат Японии 2005              | 5 59,83         | 5 113,84        | 6 173,67        | [ 225 ] [ 226 ] [ 227 ] |
| 12—22 января 2005          | Зимняя Универсиада 2005            | 2               | 1               | 1               | [ 228 ]                 |
| 14—20 февраля 2005         | Чемпионат четырёх континентов 2005 | 3 68,46         | 2 123,83        | 3 192,29        | [ 229 ] [ 230 ] [ 231 ] |
| 14—20 марта 2005           | Чемпионат мира 2005                | 7 72,18         | 18 108,04       | 15 180,22       | [ 232 ] [ 233 ] [ 234 ] |
| Сезон 2005/2006            |                                    |                 |                 |                 |                         |
| Дата                       | Соревнование                       | КП              | ПП              | Σ               | Источники               |
| 1 октября 2005             | Japan International Challenge      | —               | 2 133,57        | —               | [ 235 ]                 |
| 20—23 октября 2005         | Skate America 2005                 | 1 69,10         | 1 149,44        | 1 218,54        | [ 236 ] [ 237 ] [ 238 ] |
| 1—4 декабря 2005           | NHK Trophy 2005                    | 1 77,70         | 3 127,60        | 3 205,30        | [ 239 ] [ 240 ] [ 241 ] |
| 16—18 декабря 2005         | Финал Гран-при 2005/2006           | 3 74,60         | 3 137,92        | 3 212,52        | [ 242 ] [ 243 ] [ 244 ] |
| 23—25 декабря 2005         | Чемпионат Японии 2006              | 2 74,52         | 1 148,60        | 1 223,12        | [ 49 ] [ 51 ] [ 245 ]   |
| 11—24 февраля 2006         | Олимпийские игры 2006              | 5 73,77         | 9 131,12        | 8 204,89        | [ 246 ] [ 247 ] [ 248 ] |
| 14 мая 2006                | Japan Open 2006                    | —               | 2 141,10        | 1T 491,08       | [ 249 ]                 |
| Сезон 2006/2007            |                                    |                 |                 |                 |                         |
| Дата                       | Соревнование                       | КП              | ПП              | Σ               | Источники               |
| 2—5 ноября 2006            | Skate Canada International 2006    | 1 78,80         | 2 129,41        | 2 208,21        | [ 250 ] [ 251 ] [ 252 ] |
| 30 ноября — 3 декабря 2006 | NHK Trophy 2006                    | 1 84,44         | 1 163,49        | 1 247,93        | [ 253 ] [ 254 ] [ 255 ] |
| 14—17 декабря 2006         | Финал Гран-при 2006/2007           | 2 79,99         | 3 144,84        | 2 224,83        | [ 256 ] [ 257 ] [ 258 ] |
| 27—29 декабря 2006         | Чемпионат Японии 2007              | 1 85,55         | 1 170,53        | 1 256,08        | [ 259 ] [ 260 ] [ 261 ] |
| 17—27 января 2007          | Зимняя Универсиада 2007            | 1 79,03         | 1 161,58        | 1 240,61        | [ 262 ] [ 263 ] [ 264 ] |
| 19—25 марта 2007           | Чемпионат мира 2007                | 3 74,51         | 1 163,44        | 2 237,95        | [ 265 ] [ 266 ] [ 267 ] |
| Сезон 2007/2008            |                                    |                 |                 |                 |                         |
| Дата                       | Соревнование                       | КП              | ПП              | Σ               | Источники               |
| 25—28 октября 2007         | Skate America 2007                 | 1 80,04         | 2 148,93        | 1 228,97        | [ 68 ] [ 268 ] [ 269 ]  |
| 29 ноября — 2 декабря 2007 | NHK Trophy 2007                    | 2 77,89         | 1 156,33        | 1 234,22        | [ 270 ] [ 271 ] [ 272 ] |
| 13—16 декабря 2007         | Финал Гран-при 2007/2008           | 1 84,20         | 2 154,74        | 2 238,94        | [ 273 ] [ 274 ] [ 275 ] |
| 26—28 декабря 2007         | Чемпионат Японии 2008              | 1 85,43         | 1 169,15        | 1 254,58        | [ 276 ] [ 277 ] [ 278 ] |
| 13—17 февраля 2008         | Чемпионат четырёх континентов 2008 | 1 88,57         | 1 175,84        | 1 264,41        | [ 279 ] [ 280 ] [ 281 ] |
| 17—23 марта 2008           | Чемпионат мира 2008                | 3 80,40         | 6 139,71        | 4 220,11        | [ 282 ] [ 283 ] [ 284 ] |
| 20 апреля 2008             | Japan Open 2008                    | —               | 4 127,23        | 1 T 491,82      | [ 285 ]                 |
| Сезон 2009/2010            |                                    |                 |                 |                 |                         |
| Дата                       | Соревнование                       | КП              | ПП              | Σ               | Источники               |
| 8—11 октября 2009          | Finlandia Trophy 2009              | 1 83,23         | 2 141,02        | 1 224,25        | [ 286 ] [ 287 ] [ 288 ] |
| 5—8 ноября 2009            | NHK Trophy 2009                    | 4 78,18         | 4 136,11        | 4 214,29        | [ 289 ] [ 290 ] [ 291 ] |
| 19—22 ноября 2009          | Skate Canada International 2009    | 2 76,30         | 1 155,01        | 2 231,31        | [ 292 ] [ 293 ] [ 294 ] |
| 3—6 декабря 2009           | Финал Гран-при 2009/2010           | 1 89,95         | 5 134,65        | 5 224,60        | [ 295 ] [ 296 ] [ 297 ] |
| 25—27 декабря 2009         | Чемпионат Японии 2010              | 1 92,85         | 1 168,28        | 1 261,13        | [ 298 ] [ 299 ] [ 300 ] |
| 14—27 февраля 2010         | Олимпийские игры 2010              | 3 90,25         | 5 156,98        | 3 247,23        | [ 301 ] [ 302 ] [ 303 ] |
| 22—28 марта 2010           | Чемпионат мира 2010                | 1 89,30         | 1 168,40        | 1 257,70        | [ 304 ] [ 305 ] [ 306 ] |
| Сезон 2010/2011            |                                    |                 |                 |                 |                         |
| Дата                       | Соревнование                       | КП              | ПП              | Σ               | Источники               |
| 2 октября 2010             | Japan Open 2010                    | —               | 2 159,19        | 1T 517,36       | [ 307 ]                 |
| 21—24 октября 2010         | NHK Trophy 2010                    | 1 78,04         | 1 156,75        | 1 234,79        | [ 308 ] [ 309 ] [ 310 ] |
| 11—14 ноября 2010          | Skate America 2010                 | 2 78,12         | 1 148,95        | 1 227,07        | [ 311 ]                 |
| 9—12 декабря 2010          | Финал Гран-при 2010/2011           | 3 82,57         | 6 137,20        | 4 219,77        | [ 312 ]                 |
| 24—27 декабря 2010         | Чемпионат Японии 2011              | 4 74,78         | 2 162,01        | 3 236,79        | [ 313 ] [ 314 ] [ 315 ] |
| 15—20 февраля 2011         | Чемпионат четырёх континентов 2011 | 1 83,49         | 1 160,51        | 1 244,00        | [ 316 ]                 |
| 24 апреля — 1 мая 2011     | Чемпионат мира 2011                | 3 80,25         | 6 152,72        | 5 232,97        | [ 317 ]                 |
| Сезон 2011/2012            |                                    |                 |                 |                 |                         |
| Дата                       | Соревнование                       | КП              | ПП              | Σ               | Источники               |
| 1 октября 2011             | Japan Open 2011                    | —               | 6 130,79        | 3T 479,57       | [ 318 ]                 |
| 27—30 октября 2011         | Skate Canada International 2011    | 2 84,66         | 3 153,21        | 3 237,87        | [ 319 ]                 |
| 11—13 ноября 2011          | NHK Trophy 2011                    | 1 90,43         | 1 169,32        | 1 259,75        | [ 320 ]                 |
| 8—11 декабря 2011          | Финал Гран-при 2011/2012           | 5 76,49         | 2 172,63        | 2 249,12        | [ 321 ]                 |
| 22—26 декабря 2011         | Чемпионат Японии 2012              | 1 96,05         | 3 158,55        | 1 254,60        | [ 322 ] [ 323 ] [ 324 ] |
| 7—12 февраля 2012          | Чемпионат четырёх континентов 2012 | 3 82,59         | 2 161,74        | 2 244,33        | [ 325 ]                 |
| 26 марта — 1 апреля 2012   | Чемпионат мира 2012                | 3 85,72         | 3 173,94        | 2 259,66        | [ 326 ]                 |
| 18—22 апреля 2012          | Командный чемпионат мира 2012      | 1 94,00         | 1 182,72        | 1T / 1P 276,72  | [ 327 ]                 |
| Сезон 2012/2013            |                                    |                 |                 |                 |                         |
| Дата                       | Соревнование                       | КП              | ПП              | Σ               | Источники               |
| 6 октября 2012             | Japan Open 2012                    | —               | 1 172,06        | 1T 569,25       | [ 328 ]                 |
| 2—4 ноября 2012            | Cup of China 2012                  | 1 84,79         | 2 146,96        | 2 231,75        | [ 329 ]                 |
| 23—25 ноября 2012          | NHK Trophy 2012                    | 2 87,47         | 2 164,04        | 2 251,51        | [ 330 ]                 |
| 6—9 декабря 2012           | Финал Гран-при 2012/2013           | 1 92,29         | 3 177,11        | 1 269,40        | [ 331 ]                 |
| 20—24 декабря 2012         | Чемпионат Японии 2013              | 2 88,04         | 1 192,36        | 2 280,40        | [ 332 ] [ 333 ] [ 334 ] |
| 6—11 февраля 2013          | Чемпионат четырёх континентов 2013 | 4 82,62         | 8 140,15        | 7 222,77        | [ 335 ]                 |
| 10—17 марта 2013           | Чемпионат мира 2013                | 4 84,67         | 8 154,36        | 6 239,03        | [ 336 ]                 |
| 11—14 апреля 2013          | Командный чемпионат мира 2013      | 2 80,87         | 1 168,65        | 3T / 1P 249,52  | [ 337 ]                 |
| Сезон 2013/2014            |                                    |                 |                 |                 |                         |
| Дата                       | Соревнование                       | КП              | ПП              | Σ               | Источники               |
| 5 октября 2013             | Japan Open 2013                    | —               | 4 149,12        | 1T 544,85       | [ 338 ]                 |
| 18—20 октября 2013         | Skate America 2013                 | 5 77,09         | 4 159,12        | 4 236,21        | [ 339 ]                 |
| 8—10 ноября 2013           | NHK Trophy 2013                    | 1 95,55         | 1 172,76        | 1 268,31        | [ 340 ]                 |
| 21—24 декабря 2013         | Чемпионат Японии 2014              | 4 82,57         | 5 170,24        | 5 252,81        | [ 341 ]                 |
| 13—14 февраля 2014         | Олимпийские игры 2014              | 4 86,40         | 6 164,27        | 6 250,67        | [ 342 ] [ 343 ] [ 344 ] |
| Сезон 2018/2019            |                                    |                 |                 |                 |                         |
| Дата                       | Соревнование                       | КП              | ПП              | Σ               | Источники               |
| 7—8 октября 2018           | Japan Kinki Regional 2019          | 1 77,28         | 4 118,54        | 3 195,82        | [ 155 ]                 |
| 1—4 ноября 2018            | Чемпионат Западной Японии 2019     | 1 83,56         | 1 161,11        | 1 244,67        | [ 156 ] [ 157 ] [ 158 ] |
| 20—24 декабря 2018         | Чемпионат Японии 2019              | 2 88,52         | 4 151,10        | 2 239,62        | [ 345 ] [ 346 ] [ 347 ] |
| Сезон 2019/2020            |                                    |                 |                 |                 |                         |
| Дата                       | Соревнование                       | КП              | ПП              | Σ               | Источники               |
| 20—22 декабря 2019         | Чемпионат Японии 2020              | 14 65,95        | 10 138,36       | 12 204,31       | [ 165 ] [ 166 ] [ 167 ] |